# كاتوتورا (فلم)
كاتوتورا (بالإنجليزية: Katutura) هو فيلم أكشن درامي ناميبي صدر عام 2015 من إخراج فلوريان شوت حول الحياة الصعبة في كاتوتورا وهي بلدةٌ تقعُ في مدينة ويندهوك بناميبيا.

## القصّة
يتتبعُ فيلم كاتوتورا مجموعة من الشخصيات التي تُعاني كثيرًا خلال عيشها في بلدة كاتوتورا، حيثُ يتعيّنُ يتعين على المدان السابق دانجي أن يعيش حياة طبيعيّة وأن يحترمَ القانون رغمًا عنه، بينما يستكشفُ شيفاجو سوقًا جديدًا لبيع مخدراته، ويقع كوندجا وهو مراهق ٌعلى كرسيٍّ متحركٍ يُساعد أطفال الشوارع في الحب لأول مرة. تتشابكُ مسارات الشخصيّات الثلاث وتتصادم حياتهم بطرق مفعمة بالأمل ووحشية. يتعاملُ فيلم كاتوتورا مع صراع الحياة اليومية في البلدة التي تشهدُ جرائم، تفشي للمخدرات عنف لكنها تُظهر في الوقتِ نفسه قوّة المجتمع.

## المهرجانات
عُرض الفيلم في مهرجان الأفلام الأفريقية، كما عُرض في مهرجان هلسنكي للسينما الأفريقية في فنلندا، فضلًا عن عرضهِ في مهرجان الشاشات السوداء في الكاميرون، ومهرجان الفيلم الأفريقي ترينيداد وتوباغو.

## طاقم التمثيل
هذه قائمةٌ بأبرز الممثلين والممثلات الذين شاركوا في تصوير الفيلم:
- إليزابيث: مارا بومغارتنر
- شيفاجو: أوبيد إمفولا
- نانسي: ويلزان جيبديربولوم
- فويبي: تجونا كاوابيرورا
- إسمي: أوديل مولر
- ندابوا: كاندي شجافالي
- غاري: جاكوبس شيفوت
- دانجي: شوبس تشوبارا
- كونديا: جيفت أوزيرا